# Monterrey Open 2021
Monterrey Open 2021 (còn được biết đến với Abierto GNP Seguros vì lý do tài trợ) là một giải quần vợt nữ thi đấu trên mặt sân cứng ngoài trời. Đây là lần thứ 13 Giải quần vợt Monterrey Mở rộng được tổ chức và là một phần của WTA 250 trong WTA Tour 2021. Giải đấu diễn ra tại Club Sonoma ở Monterrey, México, từ ngày 15 đến ngày 21 tháng 3 năm 2021.

## Điểm và tiền thưởng

### Phân phối điểm
| Sự kiện | VĐ  | CK  | BK  | TK | Vòng 1/16 | Vòng 1/32 | Q  | Q2 | Q1 |
| Đơn     | 280 | 180 | 110 | 60 | 30        | 1         | 18 | 12 | 1  |
| Đôi     | 280 | 180 | 110 | 60 | 1         | —         | —  | —  | —  |

### Tiền thưởng
| Sự kiện | VĐ      | CK      | BK      | TK     | Vòng 1/16 | Vòng 1/32 | Q2     | Q1     |
| Đơn     | $29,200 | $16,398 | $10,100 | $5,800 | $3,675    | $2,675    | $1,950 | $1,270 |
| Đôi*    | $10,300 | $6,000  | $3,800  | $2,300 | $1,750    | —         | —      | —      |

*mỗi đội

## Nội dung đơn

### Hạt giống
| Quốc gia | Tay vợt             | Xếp hạng1 | Hạt giống |
| -------- | ------------------- | --------- | --------- |
| USA      | Sloane Stephens     | 44        | 1         |
| ARG      | Nadia Podoroska     | 46        | 2         |
| CHN      | Zheng Saisai        | 48        | 3         |
| CZE      | Marie Bouzková      | 50        | 4         |
| GBR      | Heather Watson      | 64        | 5         |
| RUS      | Anna Blinkova       | 70        | 6         |
| ESP      | Sara Sorribes Tormo | 71        | 7         |
| USA      | Ann Li              | 72        | 8         |
| JPN      | Nao Hibino          | 79        | 9         |

- 1 Bảng xếp hạng vào ngày 8 tháng 3 năm 2021.[2]

### Vận động viên khác
Đặc cách: 
- Caroline Dolehide
- CoCo Vandeweghe
- Renata Zarazúa

Bảo toàn thứ hạng:
- Katie Boulter
- Anna Karolína Schmiedlová

Miễn đặc biệt:
- Eugenie Bouchard

Vượt uqa vòng loại:
- Viktorija Golubic
- Kaja Juvan
- Anna Kalinskaya
- María Camila Osorio Serrano
- Mayar Sherif
- Lesia Tsurenko

Thua cuộc may mắn: 
- Harriet Dart
- Kristína Kučová

### Rút lui
Trước giải đấu
- Victoria Azarenka → thay thế bởi  Jasmine Paolini
- Marie Bouzková → thay thế bởi  Kristína Kučová
- Coco Gauff → thay thế bởi  Varvara Gracheva
- Polona Hercog → thay thế bởi  Nina Stojanović
- Ons Jabeur → thay thế bởi  Anna Karolína Schmiedlová
- Johanna Konta → thay thế bởi  Tamara Zidanšek
- Danka Kovinić → thay thế bởi  Harriet Dart
- Magda Linette → thay thế bởi  Martina Trevisan
- Ajla Tomljanović → thay thế bởi  Zhu Lin

Trong giải đấu
- Kaja Juvan

## Nội dung đôi

### Hạt giống
| Quốc gia | Tay vợt           | Quốc gia | Tay vợt         | Xếp hạng1 | Hạt giống |
| -------- | ----------------- | -------- | --------------- | --------- | --------- |
| USA      | Desirae Krawczyk  | MEX      | Giuliana Olmos  | 76        | 1         |
| USA      | Caroline Dolehide | USA      | Asia Muhammad   | 82        | 2         |
| NED      | Arantxa Rus       | SLO      | Tamara Zidanšek | 121       | 3         |
| ESP      | Lara Arruabarrena | AUS      | Ellen Perez     | 135       | 4         |

- Bảng xếp hạng vào ngày 8 tháng 3 năm 2021.

### Vận động viên khác
Đặc cách:
- Fernanda Contreras /  Marcela Zacarías
- María Camila Osorio Serrano /  Renata Zarazúa

### Rút lui
Trước giải đấu
- Marie Bouzková /  Sara Sorribes Tormo → thay thế bởi  Paula Kania-Choduń /  Katarzyna Piter
- Anna Kalinskaya /  Viktória Kužmová → thay thế bởi  Greet Minnen /  Ingrid Neel

Trong giải đấu
- Anna Blinkova /  Nadia Podoroska

### Bỏ cuộc
- Greet Minnen /  Ingrid Neel

## Nhà vô địch

### Đơn
- Leylah Annie Fernandez đánh bại  Viktorija Golubic, 6–1, 6–4.

### Đôi
- Caroline Dolehide /  Asia Muhammad đánh bại  Heather Watson /  Saisai Zheng 6–2, 6–3.